# Trattato sulla resurrezione
Il Trattato sulla resurrezione o A Regino, sulla resurrezione è un'opera gnostico-cristiana risalente agli ultimi trent'anni del II secolo, conservatasi in un'unica copia in lingua copta in uno dei manoscritti noti come codici di Nag Hammadi (I.4). L'autore afferma che la salvezza avviene attraverso la resurrezione, che non va però intesa come una rinascita della carne ma con l'ascesa dello spirito alla sua dimora celeste.

## Contenuto
L'opera risponde all'esigenza di chiarire in che modo sarebbe stata ottenuta la salvezza e come sarebbe stata la vita dopo la morte; in particolare questo era vero per gli gnostici, che ritenevano che Cristo non avesse un corpo in carne ed ossa e che era distinto dal Gesù morto sulla croce.
L'autore dell'opera scrive per rispondere ai dubbi di Regino, un suo discepolo, e afferma di aver ricevuto su questo argomento una rivelazione da Cristo stesso. Secondo lui, per essere salvati bisogna avere fede nell'effettiva resurrezione di Cristo e nel suo trionfo sulla morte. Sostiene inoltre che al momento della morte l'anima immortale si separa dal corpo mortale; al momento della resurrezione l'anima riceverà un corpo fatto di carne o luce spirituale, come nel caso di Elia e Mosé nell'episodio narrato nel Vangelo secondo Marco (9,2-8). L'autore insegna anche che il credente che partecipa della sofferenza di Cristo muore con lui e dunque la sua resurrezione è già avvenuta (si tratta di un insegnamento simile a quello di Imeneo e Fileto e condannato nella Seconda lettera a Timoteo, 2,17-18).

## Composizione
La paternità del trattato va attribuita ad un seguace della scuola di Valentino, di cui riprende l'idea che la resurrezione sia già avvenuta, oltre alla peculiare cosmogonia. Sono presenti anche influenze medioplatoniche, come la distinzione del mondo dell'essere e della sfera del divenire, tra il mondo sensibile e quello intelligibile, oltre alla preesistenza delle anime; il Trattato, però, si distanzia dal platonismo per l'assenza di una spinta all'unione con l'Uno e per l'importanza data al mantenimento dell'identità personale dopo la resurrezione della carne.
La datazione dell'opera è basata sulle idee medioplatoniche presenti, sul suo inserirsi nel dibattito sulla salvezza presente nella Chiesa delle origini e sulla conoscenza di alcuni documenti canonici, e punta all'ultimo trentennio del II secolo. Malgrado la sua aderenza alle idee valentiniane, l'identificazione dell'autore con Valentino stesso è normalmente rigettata; non vi sono poi indizi sul luogo di origine dell'opera.